# ペニーズ・フロム・ヘブン (曲)
「ペニーズ・フロム・ヘブン」(Pennies from Heaven) は、アーサー・ジョンストンの音楽とジョニー・バークの歌詞による1936年のアメリカのポピュラー・ソング。同名の1936年の映画で、ビング・クロスビー・ウィズ・ジョージー・ストール・アンド・ヒズ・オーケストラによって紹介された。
ビリー・ホリデイも同年に録音し、その後もドリス・デイ、エディ・デューチン、トニー・ベネット、ダイナ・ワシントン、クラーク・テリー、フランシス・ラングフォード、ビッグ・ジョー・ターナー、レスター・ヤング、ディーン・マーティン、ジーン・アモンズ、ハリー・ジェイムスなどが演奏した。
1936年7月24日、ビング・クロスビーとジョージー・ストール・オーケストラのヴァージョンは、1936年に10週間にわたってチャートのトップにあり続け 、2004年にはグラミーの殿堂入りを果たした。1936年8月17日にジミー・ドーシー・オーケストラを伴って新しいバージョンを録音した。クロスビーは1954年に発表した新しいアルバムに収録するため、同曲を新録している。